# Конвой JW 60
Конвой JW 60 (англ. Convoy JW 60) — арктичний конвой транспортних і допоміжних суден у кількості 20 суден та одного рятувального судна, який у супроводженні союзних кораблів ескорту прямував від берегів Шотландії та Ісландії до радянських портів Мурманськ і Архангельськ. Конвой вийшов 15 вересня з Лох Ю і 23 вересня 1944 року JW 60 прибув до Кольської затоки, не втративши жодного корабля чи судна.

## Зміст
Оскільки все ще існувала невизначеність щодо оперативної спроможності німецького лінкора «Тірпіц» здійснити напад на арктичний конвой, адмірал сер Генрі Рутвен Мур на лінкорі «Родні» прибув до Мурманська для зустрічі з командувачем радянським Північним флотом адміралом Головко. Група далекого ескорту конвою складалася з ескортних авіаносців «Кампаніа» та «Страйкер», крейсера «Дайадем» і есмінців «Мілн», «Марна», «Метеор», «Маскітер», «Саумарез», «Скорпіон», «Венус», «Верулам», «Віраго», «Волейдж», «Алгонкин» і «Сіу». Безпосередній захист здійснювали кораблі 20-ї та 8-ї груп супроводу, включаючи есмінці «Кеппель», «Бульдог» і «Вайтхолл», шлюп «Сігнет» і корвети типу «Касл» «Елінгтон Касл» і «Бамбург Касл». Група супроводження з крейсера «Джамайка» і есмінців «Орвелл» і «Обедіент» здійснювала постачання зі Шпіцбергена.
16/17 вересня радянським підводним човнам С-56, С-14, Щ-402, Л-20 і Л-15 були наказано прикривати виходи з фіорду на позиціях на норвезькому узбережжі Північного моря. Вважалося, що 21 вересня внаслідок погано організованої взаємодії радянський Щ-402 ймовірно був затоплений атакою літака-торпедоносця A-20 «Бостон» 36-го мінно-торпедного полку поблизу маяка Слеттнес біля Ґамвіка в Баренцевому морі. Водночас існує версія, що А-20 міг невдало атакувати зовсім іншу ціль, а Щ-402 насправді затонув, підірвавшись на мінних полях NW 29 або NW 30 біля Конгсфорда.
Конвой JW.60 не був перехоплений ні німецькою повітряною розвідкою, ні групою підводних човнів «Грімм» з U-278, U-312, U-425, U-737, U-921, U-956 і U-997 і 23 вересня без втрат прибув до Кольської затоки. Вже 21 вересня радянські есмінці «Баку» і «Урицький» супроводжували британський танкер з Іоканги до Мурманська. 23 вересня радянська охоронна група у складі есмінців «Баку», «Гремящий», «Громкий», «Розумний», «Роз'ярений», «Жаркий», «Жгучий», «Дерзкий» та «Урицький», а також 10 мисливців на ПЧ БО-2-У, 5 транспортників і танкера супроводжували транспортники JW 60 з Кольської затоки до входу в Біле море. Там вона прийняла під свій контроль зворотний конвой RA 60 з 16 транспортних суден і 2 танкерів і повернулася з ними назад до Мурманська.

## Кораблі та судна конвою JW 60

### Транспортні судна
| Назва                      | Прапор          | Тоннаж (GRT) | Прим.                   |
| -------------------------- | --------------- | ------------ | ----------------------- |
| Adolph S Ochs (1943)       | США             | 7 219        | судно типу «Ліберті»    |
| Arunah S Abell (1943)      | США             | 7 176        | судно типу «Ліберті»    |
| British Patience (1943)    | Велика Британія | 8 097        |                         |
| Cardinal Gibbons (1942)    | США             | 7 191        | судно типу «Ліберті»    |
| Daniel Willard (1942)      | США             | 7 200        | судно типу «Ліберті»    |
| David Stone (1942)         | США             | 7 177        | судно типу «Ліберті»    |
| Dexter W Fellows (1944)    | США             | 7 210        | судно типу «Ліберті»    |
| Edward A Savoy (1944)      | США             | 7 210        | судно типу «Ліберті»    |
| Edward E Spafford (1944)   | США             | 7 176        | судно типу «Ліберті»    |
| Empire Celia (1943)        | Велика Британія | 7 025        | судно комодора конвою   |
| Francis Scott Key (1941)   | США             | 7 176        | судно типу «Ліберті»    |
| Frederic A Kummer (1944)   | США             | 7 210        | судно типу «Ліберті»    |
| Frederick W Taylor (1944)  | США             | 7 176        | судно типу «Ліберті»    |
| George T Angell (1944)     | США             | 7 176        | судно типу «Ліберті»    |
| Hawkins Fudske (1943)      | США             | 7 176        | судно типу «Ліберті»    |
| Henry Lomb (1943)          | США             | 7 176        | судно типу «Ліберті»    |
| John J Abel (1943)         | США             | 7 191        | судно типу «Ліберті»    |
| John Woolman (1943)        | США             | 7 191        | судно типу «Ліберті»    |
| John Vining (1942)         | США             | 7 191        | судно типу «Ліберті»    |
| Joshua Thomas (1943)       | США             | 7 176        | судно типу «Ліберті»    |
| Julius Olsen (1944)        | США             | 7 247        |                         |
| Lewis Emery Jr. (1943)     | США             | 7 176        | судно типу «Ліберті»    |
| Lucerna (1930)             | Велика Британія | 6 556        | танкер-заправник конвою |
| Nathaniel Alexander (1942) | США             | 7 177        | судно типу «Ліберті»    |
| Neritina (1943)            | Велика Британія | 8 228        |                         |
| Noreg (1931)               | Норвегія        | 7 605        | танкер-заправник конвою |
| Raymond B Stevens (1944)   | США             | 7 176        | судно типу «Ліберті»    |
| Richard M Johnson (1943)   | США             | 7 176        | судно типу «Ліберті»    |
| Samaritan (1943)           | Велика Британія | 7 219        |                         |
| Thomas U Walter (1943)     | США             | 7 176        | судно типу «Ліберті»    |
| Zamalek (1921)             | Велика Британія | 1 567        | рятувальне судно конвою |